# MV Cita
MV Cita fue un buque mercante de 300 pies de eslora de 3.000 toneladas, de propiedad alemana y registrado en Antigua y Barbuda que el 26 de marzo de 1997, perforó su casco cuando encalló en las rocas frente a la costa sur de las Islas Sorlingas en medio de vientos huracanados en ruta de Southampton a Belfast. El accidente ocurrió poco después de las 3 am cuando el buque chocó contra Newfoundland Point, St Mary.

## Hundimiento
La tripulación principalmente polaca del barco siniestrado fue rescatada unas horas después del incidente por la lacha de salvamento St Mary's, el RNLB Robert Edgar (ON 1073) con el apoyo de un helicóptero de rescate Westland Sea King de RNAS Culdrose. Navegaron hacia la tierra firme del Reino Unido a bordo del Scillonian III esa misma tarde.
Muchos contenedores fueron arrastrados a las rocas y playas de las Islas Sorlingas, y muchos fueron encontrados en el Mar Céltico, viajando hasta Cornualles.
Los lugareños estaban agradecidos de que los restos del naufragio fueran principalmente carga, por lo que el riesgo de contaminación era mucho menor de lo que podría haber sido, como después del derrame de petróleo de Torrey Canyon. El buque especializado en salvamento Salvage Chief extrajo 90 toneladas (98 %) de combustible del Cita antes de que se hundiera, dejando sólo una pequeña mancha de petróleo. La arena aceitada de la playa de Porth Hellick, parte del SEIC de las Islas Sorlingas, fue eliminada mediante excavación. Se convocó a tres remolcadores para recoger los contenedores que flotaban en el Mar Céltico.
Los restos del naufragio permanecieron sobre la superficie durante varios días antes de deslizarse desde la cornisa hacia aguas más profundas, más alejadas de la costa.

## Salvamento y saqueo
La carga del Cita constaba de 200 contenedores, veinte de los cuales permanecían a bordo. Artículos como ratones de ordenador, neumáticos de coche, tabaco, puertas de casa, madera contrachapada, bolsas de plástico y pantalones cortos de verano para mujer se encontraban entre el contenido de los contenedores destrozados en los alrededores de St Mary's. La mayoría de los lugareños ayudaron en la operación de limpieza, retirando los artículos de la costa. Las bolsas Quinnsworth, con destino a Irlanda, se utilizaron en las tiendas durante meses tras el naufragio del barco. Un par de meses más tarde, pescadores locales amarraron varios contenedores en St Mary's Quay, esperando a que los vendieran a las compañías navieras o los desguazaran.
Según la policía en ese momento, las personas que retiraban artículos de la costa para su propio uso podrían haber sido procesadas. Ocho policías adicionales fueron llevados a Scilly desde Cornualles continental para ayudar, tomando notas de quién estaba retirando mercancías. Los funcionarios de aduanas dijeron que, según las Leyes de Comerciantes de 1894 y 1906, las personas están obligadas a informar los restos recuperados al Receptor de Restos. No se conoce ningún caso en el que la policía haya iniciado procedimientos penales para retirar los restos.

## Informe
Según David Martin-Clark, el motivo del naufragio del barco fue que "el oficial de guardia se había quedado dormido y la alarma de guardia estaba apagada".